# Josef Wondrak
Josef Wondrak (* 8. November 1893 in Stockerau; † 15. November 1982 in Tulln an der Donau) war ein österreichischer Politiker (SPÖ) und Krankenkassenbeamter. Wondrak war von 1945 bis 1964 Abgeordneter zum Landtag von Niederösterreich und von 1949 bis 1964 dessen Zweiter Präsident.

## Leben
Wondrak erlernte den Beruf des Bandwebers und arbeitete ab 1912 in Deutschland. Zwischen 1914 und 1917 leistete er während des Ersten Weltkriegs den Militärdienst ab, ab 1926 arbeitete er als Angestellter der Bezirkskrankenkasse Floridsdorf. Er engagierte sich in der Lokalpolitik und war von 1920 bis 1934 Gemeinderat in Stockerau, bevor er im Zuge des Verbots der Sozialdemokratischen Partei sein Mandat verlor und 1934 vorübergehend verhaftet wurde. Er war danach bis 1938 arbeitslos. Nach dem Ende des Zweiten Weltkriegs wurde Wondrak zum Bürgermeister von Stockerau gewählt, wobei er dieses Amt zwischen 1945 und 1970 ausübte. Zudem wurde er zum Ehrenbürger ernannt. Des Weiteren vertrat Wondrak die SPÖ zwischen dem 12. Dezember 1945 und dem 19. November 1964 im Niederösterreichischen Landtag. Zudem war er von 1945 bis 1947 Obmann des Finanzkontrollausschusses und fungierte zwischen dem 5. November 1949 und dem 19. November 1964 als Zweiter Landtagspräsident.

## Auszeichnungen
- 1960: Silbernes Komturkreuz mit dem Stern des Ehrenzeichens für Verdienste um das Bundesland Niederösterreich[1]